# Japanse dichtkunst
De Japanse dichtkunst is een vorm van dichtkunst uit Japan, die zich duidelijk anders ontwikkeld heeft dan die uit het Westen.
Het kenmerk van veel van de dichtvormen van de Japanse dichtkunst, is de opbouw uit korte verzen, die elk uit een aantal regels met een vast aantal tijdseenheden (moren) opgebouwd zijn. Het kenmerk van de klassieke Europese dichtkunst, het gebruik van een rijmvorm, komt in de Japanse dichtkunst niet voor. Over het algemeen wordt eindrijm zelfs als een schoonheidsfout gezien die bij voorkeur vermeden moet worden.

## Vormen
Tanka of wakaeen lyrisch gedicht, geschreven in vijf regels met 5-7-5-7-7 lettergrepen, vooral in gebruik tussen de 12de en de 15de eeuw in Japan.
Rengaeen Japans kettinggedicht, bestaande uit een of meer tanka's, geschreven in samenwerking tussen verschillende dichters.
Haikueen gedicht geschreven in drie regels met 5-7-5 lettergrepen, dat een observatie van de wereld beschrijft.
Senryueen gedicht geschreven in drie regels met 5-7-5 lettergrepen, over de onvolkomenheid van de mens.
Haigaeen afbeelding en een haiku gecombineerd tot één kunstwerk.
Haibuneen beschrijving van een situatie in proza, gevolgd door drie dichtregels met 5-7-5 lettergrepen
Japanse literatuur · Japanse dichtkunst · Japanse woorden met Nederlandse oorsprong